# 박성민 (1995년)
박성민(1995년 7월 5일 ~ )은 대한민국의 축구 선수이다. 포지션은 골키퍼이다.